# Casa Bonaventura Ferrer
Casa Bonaventura Ferrer è un edificio modernista che si trova a Barcellona al 113 del Passeig de Gràcia.
La casa è stata progettata nel 1906 dall'architetto Pere Falqués e realizzato dal capomastro Lluís de Miquel Roca, poiché lo status di Falqués come architetto municipale di Barcellona gli impediva di realizzarlo lui stesso. La facciata in pietra è dominata da un'importante tribuna al piano principale, che si trova sopra l'imponente vetrata posta al piano terra. L'edificio ha anche una facciata posteriore sul Carrer de la Riera de Sant Miquel e presenta una tribuna semicircolare realizzata in legno, ferro, ceramica e vetro piombato.
La Casa Bonaventura Ferrer è inserita dal 1979 nel catalogo del Patrimonio Storico Artistico di Barcellona e nel 2010 l'edificio è stato completamente ristrutturato e trasformato in un hotel di lusso, conosciuto come El Palauet.